# Liberio (nome)
Liberio  è un nome proprio di persona italiano maschile.

## Varianti
- Maschili: Liborio
- Femminili: Liberia[2]

### Varianti in altre lingue
- Catalano: Liberi
- Ceco: Libor[3], Liberius
- Croato: Liberije
- Francese: Libère
- Greco moderno: Λιβέριος (Liverios)
- Latino: Liberius[1][3]
  - Femminili: Liberia[3]
- Occitano: Libèr
- Polacco: Liberiusz
- Portoghese: Libério
- Rumeno: Liberiu
- Russo: Либерий (Liberij)
- Slovacco: Libérius
- Sloveno: Liberij
- Spagnolo: Liberio
- Ucraino: Ліберій (Liberij)
- Ungherese: Libériusz

## Origine e diffusione
Deriva dal tardo nome latino Liberius, basato sull'aggettivo liberus ("libero"); fa parte di un'ampia schiera di nomi latini ispirati alla libertà, come ad esempio Libero, Liberale, Liberato, Liberto e via dicendo.

## Onomastico
L'onomastico si può festeggiare il 30 dicembre in memoria di san Liberio, vescovo di Ravenna, oppure il 27 maggio in ricordo di san Liberio, eremita presso Ancona nel V secolo.

## Persone

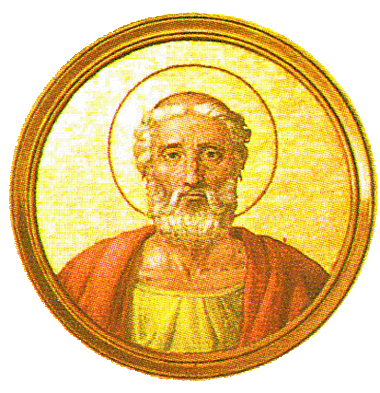
papa Liberio

- Liberio, papa della Chiesa cattolica
- Pietro Marcellino Felice Liberio, politico e un generale romano

### Variante Libor
- Libor Charfreitag, atleta slovacco
- Libor Došek, calciatore ceco
- Libor Kozák, calciatore ceco
- Libor Pešek, direttore d'orchestra ceco
- Libor Pimek, tennista cecoslovacco naturalizzato belga
- Libor Rouček, politico ceco
- Libor Sionko, calciatore ceco
- Libor Žůrek, calciatore ceco